# Matt Glantz
Matthew „Matt“ Glantz (* 26. November 1971 in Lafayette Hill, Pennsylvania) ist ein professioneller US-amerikanischer Pokerspieler. Er gewann 2009 das High Roller der European Poker Tour.

## Persönliches
Glantz arbeitete nach seinem Schulabschluss als Optionshändler am Philadelphia Stock Exchange, der ältesten Wertpapierbörse der Vereinigten Staaten. Er ist verheiratet, hat zwei Kinder und lebt in Philadelphia.

## Pokerkarriere
Glantz spielt auf den Onlinepoker-Plattformen PokerStars und Full Tilt Poker unter dem Nickname PokerGodZeus.
Seine erste Geldplatzierung bei einem Live-Turnier erzielte Glantz Mitte Dezember 1999 in Atlantic City. Mitte Mai 2000 war er erstmals bei der World Series of Poker (WSOP) im Binion’s Horseshoe in Las Vegas erfolgreich und kam bei einem Turnier der Variante Limit Hold’em in die Geldränge. Anfang Juli 2005 erreichte er bei der mittlerweile im Rio All-Suite Hotel and Casino am Las Vegas Strip ausgespielten Turnierserie seinen ersten WSOP-Finaltisch und belegte einen mit knapp 365.000 US-Dollar dotierten zweiten Platz. Bei einem Turnier des Festa Al Lago im Hotel Bellagio am Las Vegas Strip wurde der Amerikaner Mitte Oktober 2005 ebenfalls Zweiter und erhielt mehr als 150.000 US-Dollar. Anfang Oktober 2007 belegte er beim Main Event der United States Poker Championship in Atlantic City den dritten Platz, der mit rund 160.000 US-Dollar bezahlt wurde. Bei der WSOP 2008 erreichte Glantz sowohl bei der Weltmeisterschaft in 8-Game als auch beim 50.000 US-Dollar teuren H.O.R.S.E.-Event den Finaltisch und sicherte sich Preisgelder von mehr als 750.000 US-Dollar. Anfang Oktober 2009 entschied er in London das High Roller der European Poker Tour für sich und erhielt eine Siegprämie von umgerechnet über 860.000 US-Dollar. Bei der WSOP 2010 saß der Amerikaner bei der Weltmeisterschaft in H.O.R.S.E. am Finaltisch und wurde Fünfter für rund 135.000 US-Dollar. Im Jahr darauf belegte er bei der in 8-Game gespielten Poker Player’s Championship der WSOP 2011 den mit mehr als 375.000 US-Dollar dotierten fünften Rang. Das High Roller for One Drop der WSOP 2013 beendete Glantz auf dem 13. Platz, der mit rund 250.000 US-Dollar bezahlt wurde. Ende August 2013 wurde er beim 100.000 US-Dollar teuren Alpha8-Event der World Poker Tour in Hollywood, Florida, Vierter und erhielt knapp 250.000 US-Dollar. Beim Super High Roller des PokerStars Caribbean Adventures auf den Bahamas belegte der Amerikaner im Januar 2014 den fünften Platz für knapp 450.000 US-Dollar. Bei der WSOP 2016 wurde er bei der Weltmeisterschaft in Omaha Hi-Low Split-8 or Better Dritter und sicherte sich rund 175.000 US-Dollar. Ebenfalls den dritten Platz belegte er bei der Dealers Choice Championship der WSOP 2018, wofür er knapp 140.000 US-Dollar erhielt. Bei der WSOP 2022, die erstmals im Bally’s Las Vegas und Paris Las Vegas ausgespielt wurde, beendete Glantz das Million Dollar Bounty auf dem 20. Platz und sicherte sich die höchste Bounty von einer Million US-Dollar. Ein Foto, das ihn unmittelbar nach Ziehen des Hauptpreises zeigt, wurde im Februar 2023 als Pokerfoto des Jahres mit einem Global Poker Award ausgezeichnet.
Insgesamt hat sich Glantz mit Poker bei Live-Turnieren mehr als 7,5 Millionen US-Dollar erspielt.